# Mission San Luis Obispo de Tolosa

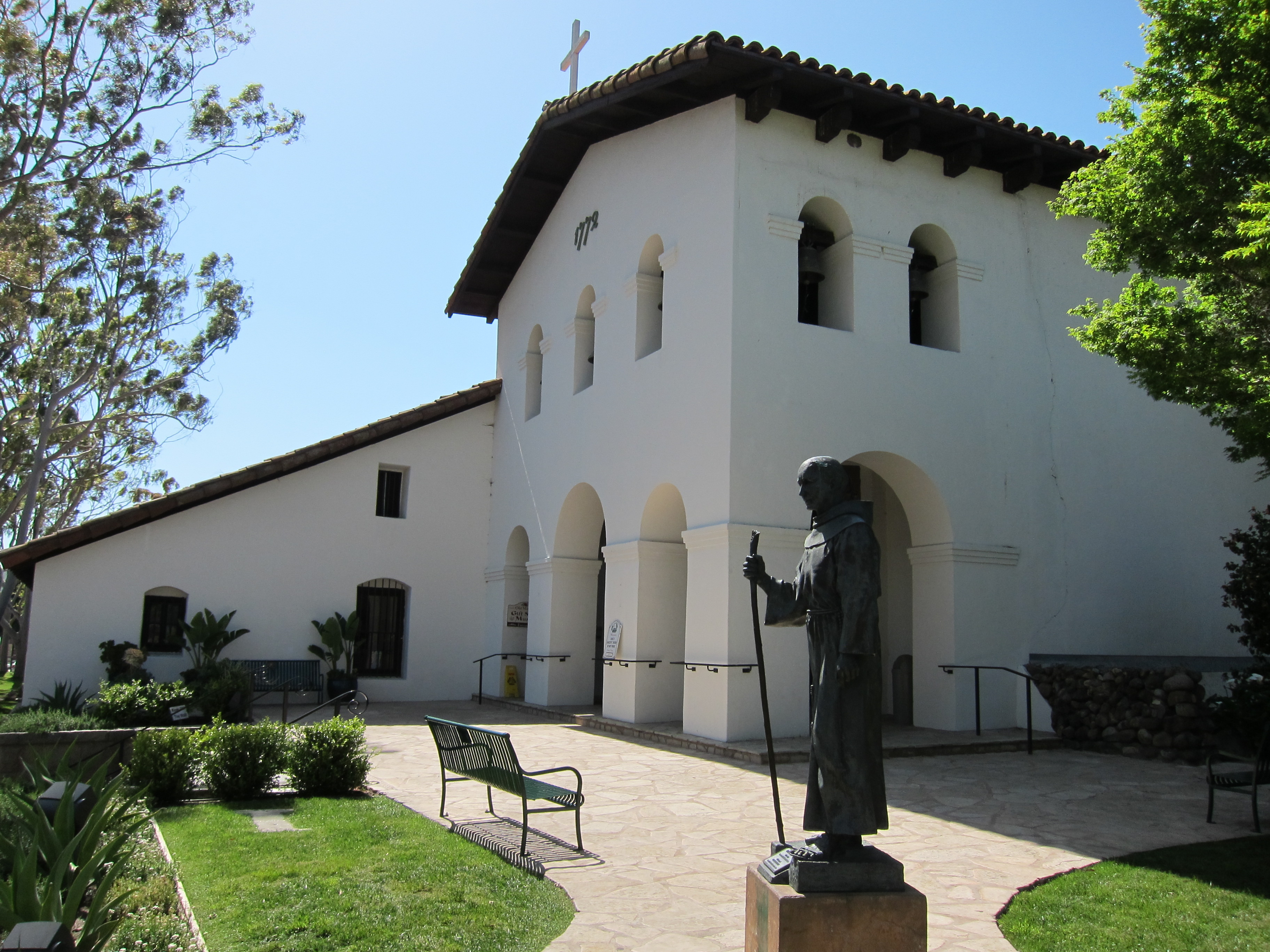
Die Mission San Luís Obispo de Tolosa mit der Statue des Paters Junípero Serra

Die Mission San Luís Obispo de Tolosa (spanisch Misión San Luis Obispo de Tolosa, deutsch „Missionsstation des Heiligen Ludwig von Toulouse“) in San Luis Obispo ist eine der spanischen Missionsstationen in Kalifornien.

## Geschichte

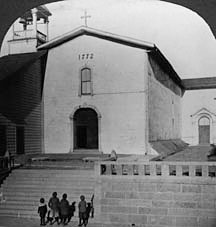
Die Mission um 1900

Im Mai 1769 startete der Franziskaner Gaspar de Portolá durch das damals noch zu Mexiko gehörende Kalifornien in Richtung Norden, zusammen mit den Padres Junípero Serra, Juan Crespí und vier Soldaten. Im September 1769 erreichte er auf dem Weg nach Monterey die Gegend des heutigen San Luis Obispo. Sein mitreisender Juan Crespí bemerkte im Tagebuch, dass die Soldaten diese Gegend die „Ebene der Bären“ nannten (spanisch llano de los osos). Im folgenden Jahr 1770 benutzte Portolá dieselbe Landroute und gründete das Presidio von Monterey. Er hielt die Gegend um San Luis Obispo für eine Missionsstation geeignet, zumal sich hier gute Ressourcen fanden und der Indianerstamm der Chumash lebte, der missioniert wurde. Die Bauarbeiten, für die auch Chumash eingesetzt wurden, begannen 1771. 
Am 1. September 1772 erfolgte die Segnung der fertiggestellten Mission durch Pater Junípero Serra. Als Widerstand gegen diese europäische Kolonisation setzten die Chumash die Gebäude 1776 in Brand. Der Wiederaufbau erfolgte ab 1794 im Adobe-Baustil. Die Missionierung machte Fortschritte, denn 1803 zählte die Kirchengemeinde 961 Neophyten. Um 1816 folgte ein Portikus mit einer Kolonnade von elf Säulen, eine Renovierung erfolgte im Jahre 1819. 1830 übernahm Pater Luis Gil y Taboada die Leitung, er verstarb jedoch bereits 1833. Die Mission zerfiel während der mexikanischen Säkularisierung ab 1833 schließlich zu Ruinen. 1842 markierte der Tod des letzten leitenden Paters Ramon Abella die letzte Amtszeit eines Franziskaners.
1845 verkaufte Gouverneur Pío Pico die Mission an Hauptmann John Wilson für 510 US-Dollar. John C. Frémont und sein kalifornisches Battalion benutzte 1846 die Anlage als Basis während des Mexikanisch-Amerikanischen Krieges und der Bear-Flag-Revolte.
Als im September 1850 Kalifornien in die USA aufgenommen wurde, bat der erste Bischof Joseph Sadoc Alemany y Conill die Regierung um Rückgabe des Kirchenguts, die 1861 erfolgte.

## Heutige Verwendung
Heute ist die Mission das touristische Zentrum der Kleinstadt von San Luis Obispo und fungiert als katholische Kirchengemeinde innerhalb des Bistums von Monterey.